# Манми (станция метро)
«Манми» (кор. 망미역) — подземная станция Пусанского метро на Третьей линии. Она представлена двумя боковыми платформами. Станция обслуживается Пусанской транспортной корпорацией. Расположена в квартале Манми-дон муниципального района Суён-гу Пусана (Республика Корея). На станции установлены платформенные раздвижные двери.
Станция была открыта 28 ноября 2005 года.